# Musikverein
La Musikverein a Viena, Àustria, és una sala de concerts que fou oberta al públic el 6 de gener de 1870, i és famosa per la seva acústica, la qual la situa entre les tres millors sales del món pel que fa a la sonoritat, i és la seu de l'Orquestra Filharmònica de Viena.
La sala de concerts fou construïda per la Gesellschaft der Musikfreunde (Societat Amics de la Música). El lloc on es troba, l'entorn de la Ringstrasse, fou donat per l'Emperador Francesc Josep I. L'edifici, en poc temps, es va anomenar Musikverein (club de música).
La Goldener Saal (Sala d'or) té 48 metres de longitud, 19 d'amplada i 18 d'alçada. Té 1744 seients. Cada 1 de gener, s'hi celebra el Concert d'Any Nou de la Filharmònica de Viena.
Tenia, des de l'origen, una segona sala anomenada Sala Brahms 
Les obres de rehabilitació reforma de l'edifici dutes a terme al voltant de l'any 2000 va permetre la incorporació de cinc noves sales de concertsː la sala dedicada a Gottfried von Einem, la sala "del metall", la sala "del vidre", la sala "de la fusta" i la sala "de la pedra"